# Lamippella faurei
Lamippella faurei is een eenoogkreeftjessoort uit de familie van de Lamippidae. De wetenschappelijke naam van de soort is voor het eerst geldig gepubliceerd in 1959 door Bouligand & Delamare Deboutteville.